# Eucalyptus latisinensis
Eucalyptus latisinensis är en myrtenväxtart som beskrevs av Kenneth D. Hill. Eucalyptus latisinensis ingår i släktet Eucalyptus och familjen myrtenväxter. Inga underarter finns listade i Catalogue of Life.